# Werenoi
Werenoi (in precedenza noto come We Renoi), pseudonimo di Jeremy Bana Owona (Melun, 30 gennaio 1994 – Parigi, 17 maggio 2025), è stato un rapper francese di origine camerunese, eletto rivelazione maschile dell'anno alla cerimonia di Les Flammes nel 2023. Werenoi fu l'artista che vendette più album in Francia nel 2023 e nel 2024.

## Biografia
Si sa poco della vita personale di Werenoi, in quanto non era solito rilasciare dichiarazioni su sé stesso e sulla sua famiglia. È noto che egli crebbe a Montreuil in una famiglia di origine camerunese.
Pubblicò la sua prima canzone, Guadalajara, nel febbraio 2021, sotto il nome di We Renoi. Durante quello stesso anno fece uscire diversi altri singoli, tra cui Señor de los Gallos, in collaborazione con Lacrim. A maggio 2022 Werenoi firmò un contratto con l'etichetta AllPoints France, annunciando l'uscita del suo primo progetto ufficiale, Telegram, un EP di 12 tracce che vide la luce il 3 giugno dello stesso anno. L'EP verrà poi ripubblicato alcuni mesi dopo con due tracce aggiuntive, di cui una realizzata insieme al collega Ninho. Telegram fu certificato disco d'oro, mentre la traccia Solitaire, in esso contenuta, ottenne il disco di diamante.
Il 23 febbraio 2023 pubblicò il freestyle 10.03.2023, in riferimento alla data di uscita del suo primo album in studio, intitolato Carré. L'album, contenente i featuring di PLK, Ninho, Tiakola e Lacrim, ottenne un buon successo, vendendo più di 18.000 copie la prima settimana. Carré risultò essere l'album più venduto in Francia nel 2023, davanti a progetti di artisti di spessore come Hamza e Ninho.
Il 22 settembre 2023 Werenoi pubblicò un nuovo progetto, l'EP Telegram 2, annunciato il giorno antecedente la sua uscita.
Il secondo album, Pyramide, fu pubblicato il 16 febbraio 2024: conteneva le collaborazioni di Damso, SDM, Aya Nakamura, Hamza, Maes e SCH. 
Nel 2025 Werenoi ha ricevuto il premio come "Miglior Album" per "Pyramide 2" alla cerimonia Flames del 2025.
È morto la mattina del 17 maggio 2025, all'età di 31 anni, per arresto cardiorespiratorio presso l'ospedale Pitié-Salpêtrière, nel XIII arrondissement di Parigi, dove era stato ricoverato in stato di coma il giorno prima a causa di un'insufficienza cardiaca.
Nel giugno 2025 una giovane donna, che si presentò come compagna di Werenoi, denunciò Babiry Sacko, detto "Babs", il produttore del rapper. Successivamente fu aperta un'indagine giudiziaria per "furto aggravato" ed "estorsione". La giovane accusò il produttore di averla aggredita in un narghilè bar, pochi giorni dopo la morte di Werenoi, per estorcerle una grossa somma di denaro, tra 1 e 2 milioni di euro.
Il 24 giugno 2025 il produttore e l'entourage di Werenoi avanzarono pretese su un milione di euro intestato alla vedova di Werenoi.
Un'esibizione di Werenoi era prevista per il 7 luglio 2025 a Les Ardentes in Belgio.

## Discografia

### Album in studio
- 2023 – Carré
- 2024 – Pyramide
- 2025 – Diamant noir

### EP
- 2022 – Telegram
- 2023 – Telegram 2

### Singoli
- 2021 – Des ténèbres
- 2021 – Derek
- 2021 – Scarface
- 2021 – Criminel
- 2021 – Señor de los Gallos (con Lacrim)
- 2022 – Balmain
- 2022 – Sale histoire (con Rimkus)
- 2022 – Solitaire
- 2022 – Selfie (con Maes)
- 2022 – La vie de Cesar (con Dosseh)
- 2022 – Ordinateur
- 2022 – All Eyes on Me
- 2022 – 3 singes (con Ninho)
- 2023 – 10.03.2023
- 2023 – Ciao (con Ninho)
- 2023 – Escorte (con PLK)
- 2023 – Non labels c'est du papel (con Lacrim)
- 2023 – Tout seul (con Tiakola)
- 2023 – Margot (con SCH)
- 2024 – 16.02.2024
- 2024 – Chaleur (con Aya Nakamura)
- 2024 – Dans un verre (con SDM)
- 2024 – La vie de star (con Maes e SCH)
- 2024 – Maudit (con Hamza)
- 2024 – Pyramide (con Damso)
- 2024 – Mélanine (con Heuss l'Enfoiré)
- 2024 – Pétunias
- 2024 – En pétard (feat. PLK)
- 2024 – La famine (feat. Gazo)
- 2025 – Performante (con Dinos)
- 2025 – 11.04.2025
- 2025 – Piano (con Gims)

## Tournée
- 2023 – Werenoi en concert
- 2024 – En tournée